# Acapulco Shore (temporada 5)
La quinta temporada de Acapulco Shore, un programa de televisión mexicano con sede en Acapulco, México, transmitido por MTV Latinoamérica. Se estrenó el 17 de abril de 2018. MTV anunció al elenco a durante de la transmisión de Are You The One? El Match Perfecto, marca el regreso de los anteriores miembros principales Brenda Zambrano y Fernando Lozada, además de incluir a Eduardo Miranda de  Acapulco Shore NG como miembro oficial. Incluye por primera vez a Erick Sandoval, Leslie Gallardo y Maria Usi.
Fernando Lozada y Manelyk González anunciaron su salida del programa antes de hacer su última aparición en la temporada, sin embargo, ambos siguieron siendo acreditados y finalmente apareciendo en la siguiente temporada. Brenda Zambrano también anunció su salida del programa pero, también regresó.
Los miembros del reparto original Luis Méndez, Talía Loaiza y Victor Ortiz hicieron un breve regreso. Cintia Cossio y Elettra Lamborghini se unieron al programa como miembros recurrentes.

## Reparto
Principal:
A continuación los miembros de reparto y su descripción:
- Brenda Zambrano - Más perra, más armada y sin límites.
- Eduardo "Chile" Miranda - Soy un hippie del futuro.
- Erick Sandoval - ¡Se puedo o no se puede!.
- Fernando Lozada - Soy el mejor divirtiéndome.
- Karime Pindter - Perra pero con pedigrí.
- Leslie Gallardo - Duraznito pa' ti, pa' mi, pa' todos.
- Luis "Potro" Caballero - Lo importante no es tener muchas mujeres, lo importante es que no se conozcan.
- Manelyk "Mane" González - ¡Ja ja ja!.
- Manuel Tadeo Fernández - Loco güey.
- Maria Usi - Ah, so sexy.

Recurrente:
A continuación los miembros del reparto no acreditados como principales:
- Cintia Cossio.
- Elettra Lamborghini.
- Luis "Jawy" Méndez.
- Talía Loaiza.
- Victor Ortiz.

### Duración del Reparto
| Nombre   | Episodios | Episodios | Episodios | Episodios | Episodios | Episodios | Episodios | Episodios | Episodios | Episodios | Episodios | Episodios |
| Nombre   | 1         | 2         | 3         | 4         | 5         | 6         | 7         | 8         | 9         | 10        | 11        | 12        |
| Brenda   |           |           |           |           |           |           |           |           |           |           |           |           |
| Chile    |           |           |           |           |           |           |           |           |           |           |           |           |
| Fernando |           |           |           |           |           |           |           |           |           |           |           |           |
| Karime   |           |           |           |           |           |           |           |           |           |           |           |           |
| Leslie   |           |           |           |           |           |           |           |           |           |           |           |           |
| Mane     |           |           |           |           |           |           |           |           |           |           |           |           |
| María    |           |           |           |           |           |           |           |           |           |           |           |           |
| Potro    |           |           |           |           |           |           |           |           |           |           |           |           |
| Tadeo    |           |           |           |           |           |           |           |           |           |           |           |           |
| Cintia   |           |           |           |           |           |           |           |           |           |           |           |           |
| Erick    |           |           |           |           |           |           |           |           |           |           |           |           |
| Elettra  |           |           |           |           |           |           |           |           |           |           |           |           |
| Jawy     |           |           |           |           |           |           |           |           |           |           |           |           |
| Talía    |           |           |           |           |           |           |           |           |           |           |           |           |
| Víctor   |           |           |           |           |           |           |           |           |           |           |           |           |
| -------- | --------- | --------- | --------- | --------- | --------- | --------- | --------- | --------- | --------- | --------- | --------- | --------- |

## Episodios
| N.º (total) | N.º (temp.) | Título                                            | Estreno en Latinoamérica                                |
| ----------- | ----------- | ------------------------------------------------- | ------------------------------------------------------- |
| 52          | 1           | «Un Nuevo Comienzo»                               | 17 de abril de 2018 (TV) 15 de abril de 2018 (MTV Play) |
| 53          | 2           | «Es Hora de Conocernos»                           | 24 de abril de 2018 (TV) 22 de abril de 2018 (MTV Play) |
| 54          | 3           | «Ya Tenemos Trabajo»                              | 1 de mayo de 2018 (TV) 29 de abril de 2018 (MTV Play)   |
| 55          | 4           | «La Metida de Pata»                               | 8 de mayo de 2018                                       |
| 56          | 5           | «Adiós Amistad»                                   | 15 de mayo de 2018                                      |
| 57          | 6           | «Los OH NO AWARDS»                                | 22 de mayo de 2018                                      |
| 58          | 7           | «Un Día de Mucha Fiesta»                          | 29 de mayo de 2018                                      |
| 59          | 8           | «Nos Vamos a Chihuahua»                           | 5 de junio de 2018                                      |
| 60          | 9           | «Adiós Amor»                                      | 12 de junio de 2018                                     |
| 61          | 10          | «La Despedida de Soltero»                         | 19 de junio de 2018                                     |
| 62          | 11          | «Adiós y Hola»                                    | 26 de junio de 2018                                     |
| 63          | 12          | «Lo que se hace en Acapulco se queda en Acapulco» | 3 de julio de 2018                                      |